# Lesbofòbia

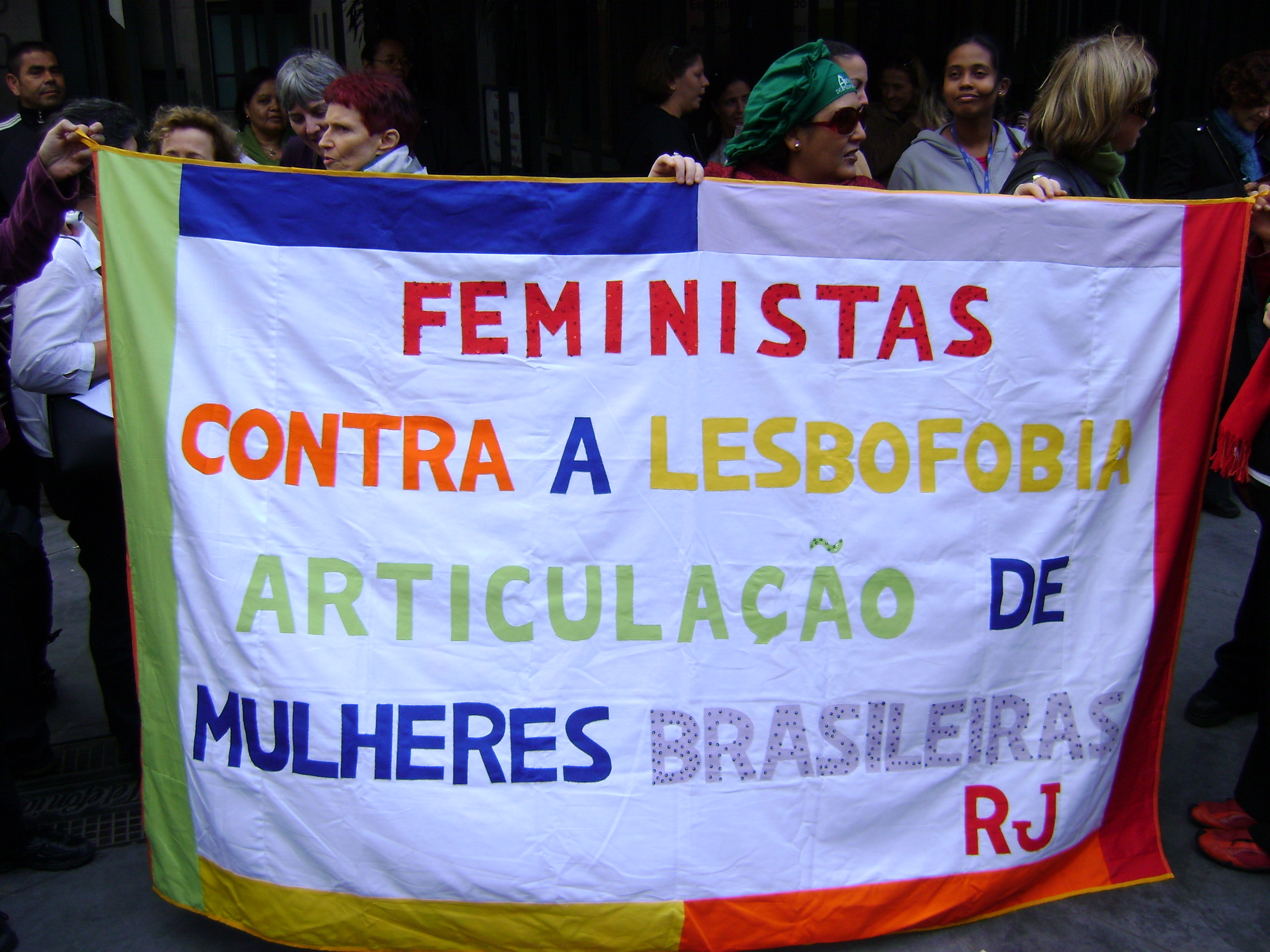
Manifestació exigint la fi de la lesbofòbia a São Paulo el 2009

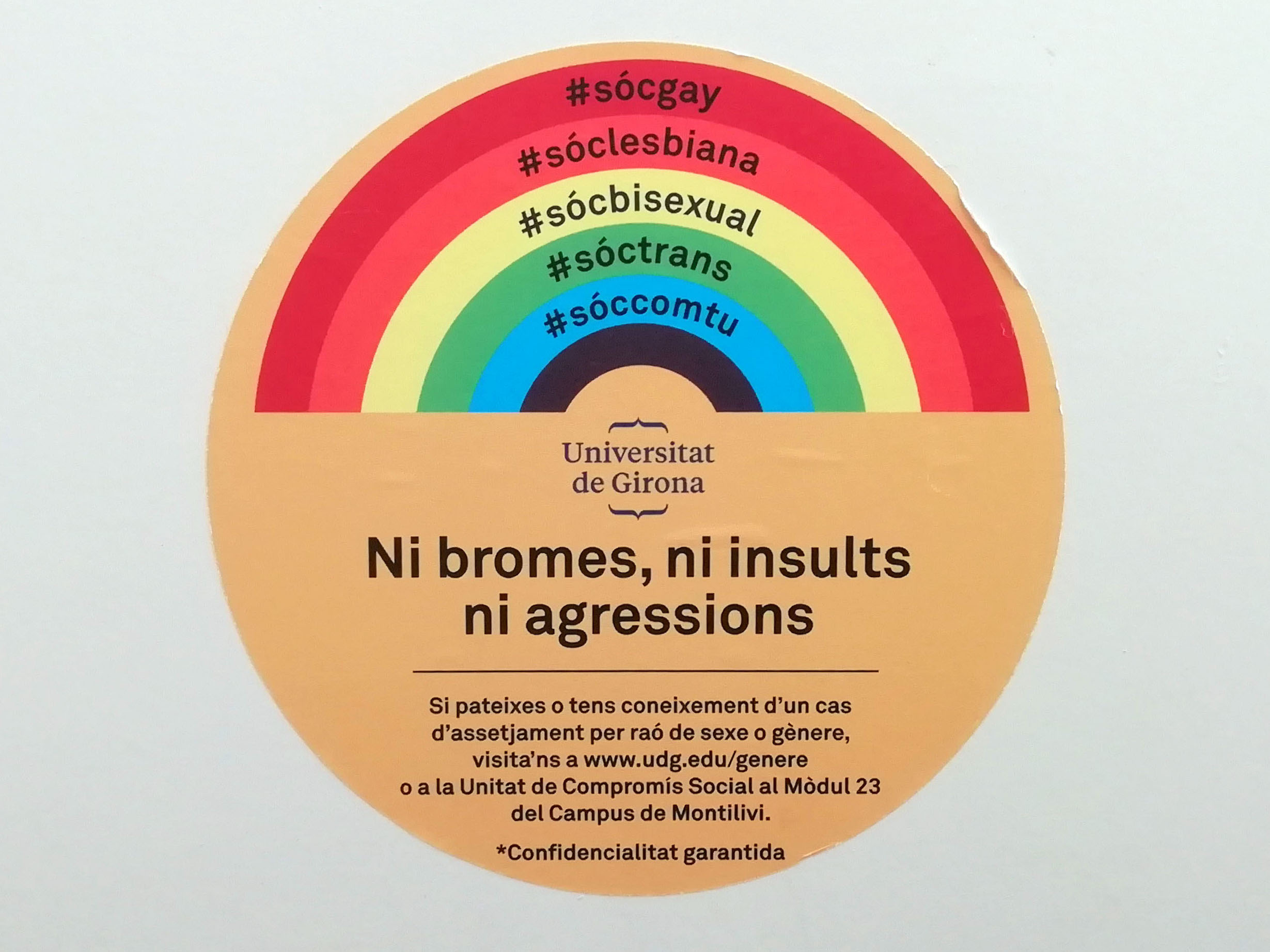
Adhesiu sobre el Protocol contra l'assetjament de la Universitat de Girona.

La lesbofòbia és l'aversió i discriminació homòfoba i sexista cap al lesbianisme o a les lesbianes, ja sigui com a individus, parelles o grups socials. Pot incloure prejudicis, formes de mensypreu i discriminació o violència contra elles, ja sigui simbòlica, psicològica o física, per motiu de la seva orientació sexual i expressió de gènere. La lesbofòbia és una forma de sexisme que es creua amb l'homofòbia però que té unes afeccions específiques perquè inclou una doble discriminació contra les dones pel fet de ser-ho i per ser homosexuals. Així, les lesbianes a vegades són objecte d’actituds lesbòfobes no només per part d’homes i dones heterosexuals, sinó també d’homes homosexuals i persones bisexuals.
Les dones bisexuals prefereixen el terme bifòbia per referir-se als prejudicis als quals s'enfronten per la seva identitat sexual, així com certes persones que s'identifiquen com a transexuals preferexien el terme transfòbia per expressar les situacions de discriminació i violència a les quals s'enfronten. La lesbofòbia, la bifòbia i la transfòbia, com l’homofòbia, refereixen actituds discriminatòries per part de les identitats sexuals heteronormatives.
Aquesta negativitat cap a les lesbianes, basada en les categories de sexe o gènere, orientació sexual i expressió de gènere, inclou els prejudicis, la discriminació i l'abús, a més de les actituds i sentiments des del desdeny fins a l'hostilitat cap a la identitat de les lesbianes i la seva invisibilització, per la suposada usurpació del paper masculí, davant la insubmissió patriarcal.